# Vetka
Vetka (in bielorusso e in russo Ветка?) è un comune della Bielorussia, situato nella regione di Homel'.